# Hermetia albipoda
Hermetia albipoda är en tvåvingeart som beskrevs av Norman E. Woodley 2001. Hermetia albipoda ingår i släktet Hermetia och familjen vapenflugor. Inga underarter finns listade i Catalogue of Life.